# Calcatoggio
Calcatoggio est une commune française située dans la circonscription départementale de la Corse-du-Sud et le territoire de la collectivité de Corse. Elle appartient à l'ancienne piève de Cinarca.

## Géographie
Situé dans la vallée de la Cinarca à une vingtaine de kilomètres au nord d'Ajaccio, Calcatoggio est un petit village perché à environ 300 m d'altitude. Le territoire de la commune s'étend jusqu'à la mer dans le golfe de Sagone et Calcatoggio possède environ 10 km de côtes ainsi qu'une très grande plage de sable, la plage de la Liscia.
Il n'y a pas d'hôtel dans le village, mais on en trouve plusieurs à la plage de la Liscia. Calcatoggio possède également plusieurs campings.

## Urbanisme

### Typologie
Au 1er janvier 2024, Calcatoggio est catégorisée commune rurale à habitat dispersé, selon la nouvelle grille communale de densité à sept niveaux définie par l'Insee en 2022.
Elle est située hors unité urbaine. Par ailleurs la commune fait partie de l'aire d'attraction d'Ajaccio, dont elle est une commune de la couronne,. Cette aire, qui regroupe 79 communes, est catégorisée dans les aires de 50 000 à moins de 200 000 habitants,.
La commune, bordée par la mer Méditerranée, est également une commune littorale au sens de la loi du 3 janvier 1986, dite loi littoral. Des dispositions spécifiques d’urbanisme s’y appliquent dès lors afin de préserver les espaces naturels, les sites, les paysages et l’équilibre écologique du littoral, tel le principe d'inconstructibilité, en dehors des espaces urbanisés, sur la bande littorale des 100 mètres, ou plus si le plan local d’urbanisme le prévoit.

### Occupation des sols
L'occupation des sols de la commune, telle qu'elle ressort de la base de données européenne d’occupation biophysique des sols Corine Land Cover (CLC), est marquée par l'importance des forêts et milieux semi-naturels (86,9 % en 2018), une proportion identique à celle de 1990 (87,3 %). La répartition détaillée en 2018 est la suivante : 
forêts (45 %), milieux à végétation arbustive et/ou herbacée (41,1 %), zones agricoles hétérogènes (6,3 %), zones urbanisées (2,8 %), prairies (2,2 %), espaces verts artificialisés, non agricoles (1,7 %), espaces ouverts, sans ou avec peu de végétation (0,8 %), eaux maritimes (0,2 %). L'évolution de l’occupation des sols de la commune et de ses infrastructures peut être observée sur les différentes représentations cartographiques du territoire : la carte de Cassini (XVIIIe siècle), la carte d'état-major (1820-1866) et les cartes ou photos aériennes de l'IGN pour la période actuelle (1950 à aujourd'hui).

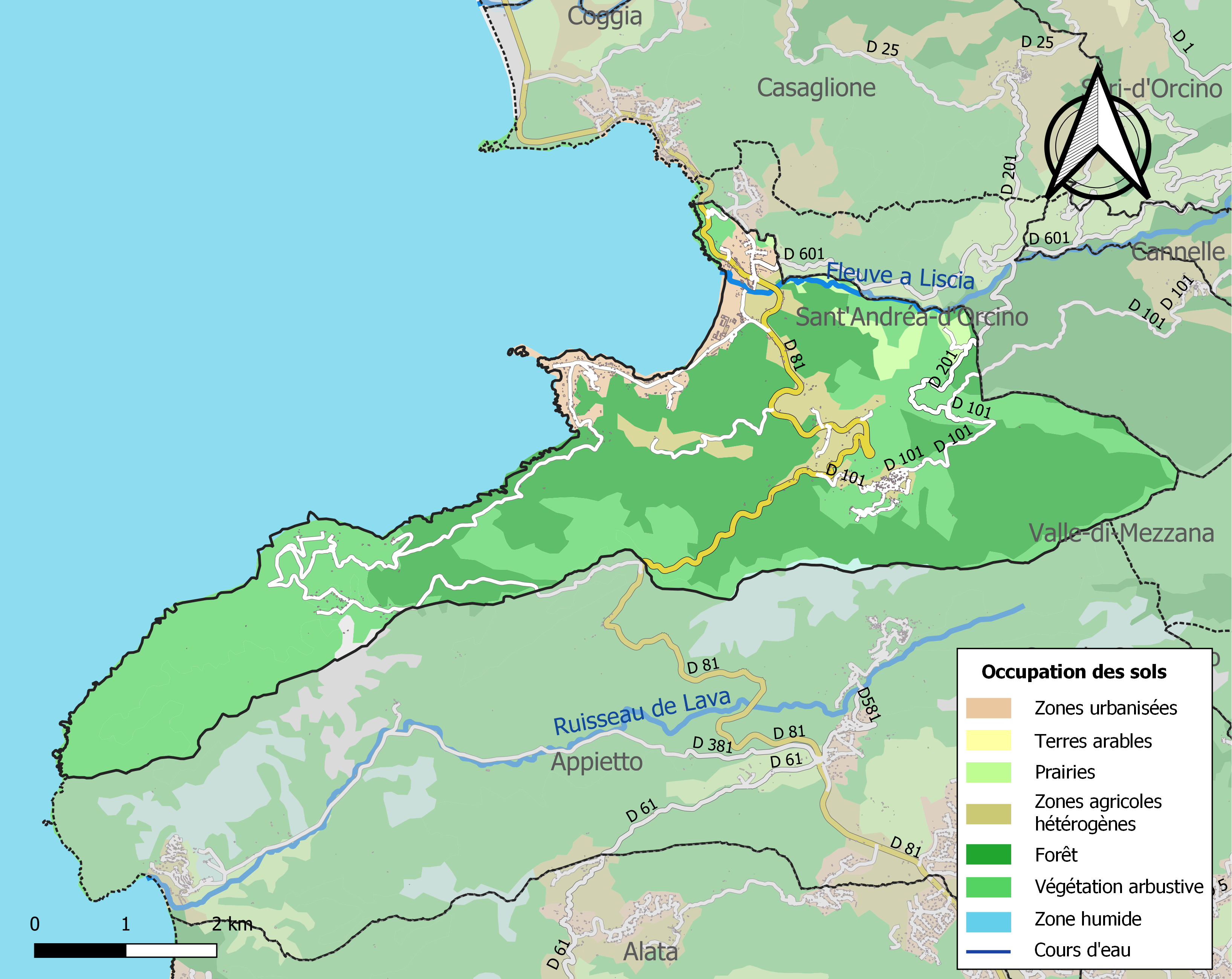
Carte des infrastructures et de l'occupation des sols de la commune en 2018 (CLC).

## Politique et administration
| Période                                  | Période  | Identité                     | Étiquette | Qualité |
| ---------------------------------------- | -------- | ---------------------------- | --------- | ------- |
| 1945                                     | 1977     | Sebastien Avogari de Gentili |           |         |
| 1977                                     | 2008     | Vincent Avogari de Gentili   | UMP       |         |
| 2008                                     | 2014     | Charles Chiappini            | UMP       |         |
| 2014                                     | En cours | Charles Chiappini            | UMP-LR    |         |
| Les données manquantes sont à compléter. |          |                              |           |         |

## Démographie
L'évolution du nombre d'habitants est connue à travers les recensements de la population effectués dans la commune depuis 1800. Pour les communes de moins de 10 000 habitants, une enquête de recensement portant sur toute la population est réalisée tous les cinq ans, les populations de référence des années intermédiaires étant quant à elles estimées par interpolation ou extrapolation. Pour la commune, le premier recensement exhaustif entrant dans le cadre du nouveau dispositif a été réalisé en 2004.

En 2022, la commune comptait 517 habitants, en évolution de −2,82 % par rapport à 2016 (Corse-du-Sud : +7,61 %, France hors Mayotte : +2,11 %).
| 1800 | 1806 | 1821 | 1831 | 1836 | 1841 | 1846 | 1851 | 1856 |
| ---- | ---- | ---- | ---- | ---- | ---- | ---- | ---- | ---- |
| 380  | 437  | 415  | 440  | 427  | 318  | 533  | 573  | 620  |

| 1861 | 1866 | 1872 | 1876 | 1881 | 1886 | 1891 | 1896 | 1901 |
| ---- | ---- | ---- | ---- | ---- | ---- | ---- | ---- | ---- |
| 650  | 702  | 665  | 680  | 719  | 744  | 796  | 822  | 803  |

| 1906 | 1911 | 1921 | 1926 | 1931 | 1936 | 1946 | 1954 | 1962 |
| ---- | ---- | ---- | ---- | ---- | ---- | ---- | ---- | ---- |
| 768  | 580  | 567  | 568  | 581  | 541  | 504  | 432  | 429  |

| 1968 | 1975 | 1982 | 1990 | 1999 | 2004 | 2006 | 2009 | 2014 |
| ---- | ---- | ---- | ---- | ---- | ---- | ---- | ---- | ---- |
| 422  | 396  | 332  | 357  | 356  | 440  | 428  | 522  | 531  |

| 2019 | 2022 | - | - | - | - | - | - | - |
| ---- | ---- | - | - | - | - | - | - | - |
| 499  | 517  | - | - | - | - | - | - | - |

## Lieux et monuments
- La tour d'Ancone (Palmentoghju), patrimoine local  de Calcatoggio.
- Église de l'Annonciation de Calcatoggio. Elle est inscrite à l'Inventaire général du patrimoine culturel[13].
- Chapelle Saint-Nicolas de Calcatoggio.
- Chapelle Saint-Sébastien dite San-Bastiano de Bocca San-Bastiano.
- Chapelle funéraire de la famille Sampolo de Gentile. Elle est inscrite à l'Inventaire général du patrimoine culturel[14].

## Personnalités liées à la commune
- Nicolas Leca est né le 29 mars 1908 à Montélimar où son père, d'une vieille famille corse, était en service dans l'administration pénitentiaire. Il est reçu en 1929 au concours de l'École nationale de la France d'Outre-Mer. Il en sort en 1933, breveté, ayant obtenu le diplôme de l'École des Langues Orientales. De 1946 à 1948 il devient professeur d'Histoire indigène de l'Afrique Noire avec les énormes promotions de l'après-guerre qui assurèrent sa popularité parmi les anciens élèves. En plus de ses activités d'enseignement il est délégué à Paris du Haut-Commissaire de l'AOF en 1947 et 1948. Il est nommé au Niger en 1959  au cabinet du président du gouvernement puis président de la République Hamani Diori, il y restera jusqu'à sa retraite en 1974.

Officier de la Légion d'honneur, chevalier de l'ordre souverain de Malte.
À lire de Nicolas LECA "Les pécheurs de Guet N'Dar" Paris, Librairie Larose, 1935. 4, 111 p. illus., maps. 

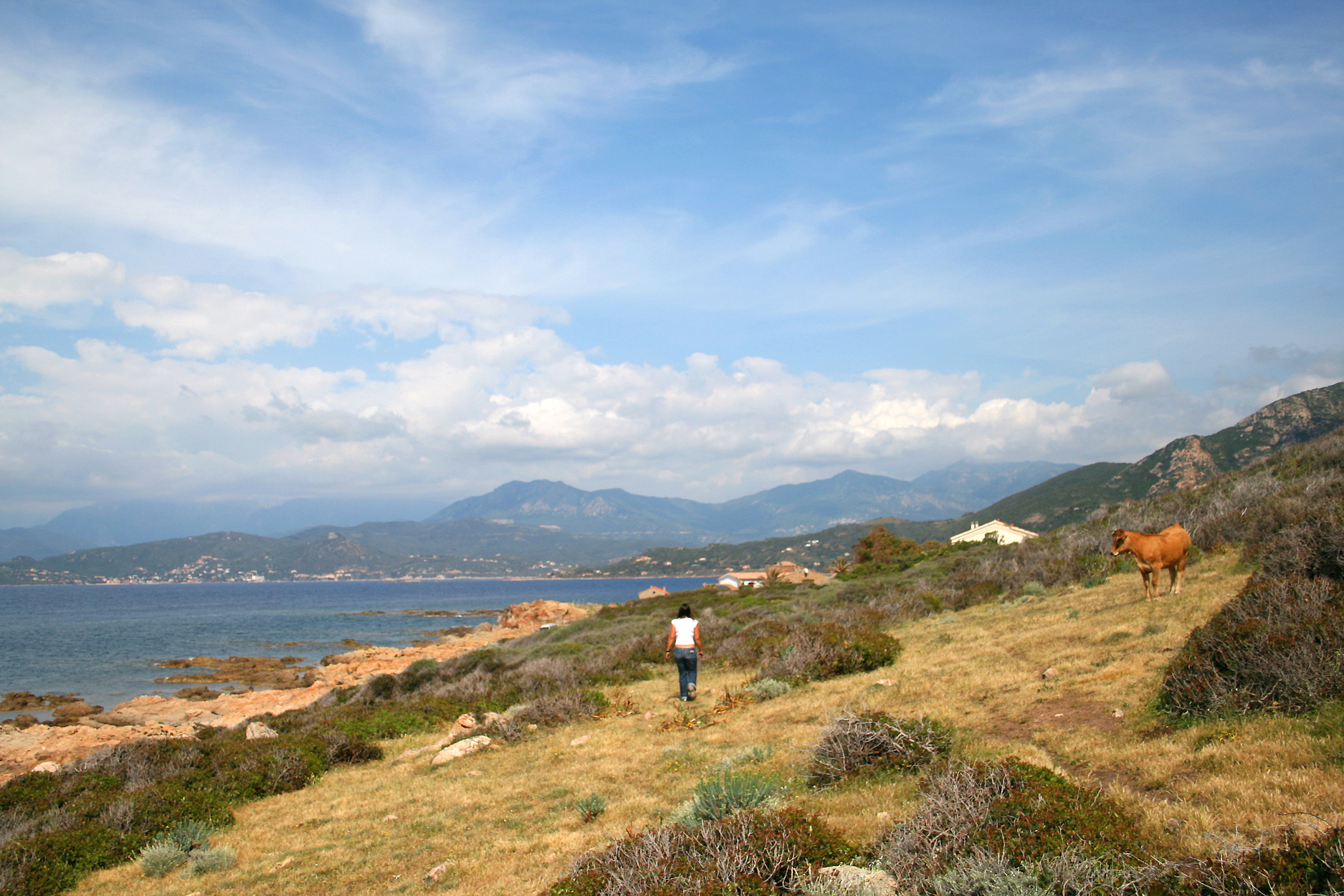
Le golfe de la Liscia et ses pâturages en bord de mer.

- Théodore Poli, célèbre bandit du Liamone est né à Guagno en 1799. Devenu berger, il s’installe à Calcatoggio où ses chèvres trouvaient de nombreux pâturages dans les vallées de la Liscia et du Liamone. À l’âge de vingt ans, il tira au sort sa conscription et fut appelé à se rendre à Ajaccio, mais s’y refusa. Emprisonné pour désertion en 1820, il s'évade en tuant ses gardiens. Pour survivre, il crée une petite communauté de bandits « La République des Bandits  du Liamone», sur laquelle il règne sans partage. Il frappa le clergé de la région d'un impôt proportionnel à leur richesse supposée. Théodore obtient la complicité de la population en jouant les indépendantistes. C'est contre lui que fut organisé le "bataillon des voltigeurs corses", auquel il échappa. On ne put en avoir raison que par la trahison, le 5 février 1831.
- Nonce Romanetti est sans doute le plus connu des bandits corses. Natif de Calcatoggio, il a pris le maquis en 1913, mais contrairement à ses collègues, c'est un mondain et il a organisé de grands raouts dans le maquis, y invitant de nombreuses personnalités de l'époque. À sa mort, 5 000 personnes assistèrent à ses funérailles.
- César Campinchi
  - Ministre de la Marine du 22 juin 1937 au 18 janvier 1938 dans le gouvernement Camille Chautemps (3)
  - Ministre de la Justice du 18 janvier 1938 au 13 mars 1938 dans le gouvernement Camille Chautemps (4)
  - Ministre de la Marine militaire du 13 mars 1938 au 16 juin 1940 dans le gouvernement Léon Blum (2), le gouvernement Édouard Daladier (3) et le gouvernement Paul Reynaud
- François Bracci: Joueur de football, 18 fois international français, né le 3 novembre 1951 à Calcatoggio. Défenseur et international, il s'est construit un palmarès à l'Olympique de Marseille, puis à Strasbourg, avant de rejoindre les Girondins de Bordeaux du président Claude Bez. Il fut sélectionné par Michel Hidalgo en équipe de France pour la coupe du monde 1978 en Argentine.